# Emil Høyer
Emil Høyer er en tidligere dansk atlet fra Horsens fS som vandt fire danske mesterskaber; tre på 800 meter og et på 1500 meter. Han satte to dansk rekorder 1921: 800 meter med 1,57,7 en rekord som stod i syv år til Frode Jacobsen slog den 1928 og 1000 meter med 2,33,8 som også stod i syv år til Albert Larsen slog den.

## Danske mesterskaber
- Bronze 1927 800 meter 1,59,6
- Sølv 1925 1500 meter 4,12,6
- Bronze 1925 800 meter 2,02,3
- Sølv 1924 1500 meter 4,19,3
- Guld 1923 800 meter 1,59,0
- Bronze 1923 1500 meter 4,25,0
- Guld 1922 800 meter 2,00,5
- Bronze 1922 1500 meter ?
- Guld 1921 800 meter 2,01,8
- Guld 1921 1500 meter 4,11,8